# Німре (Сальхад)
Німре (англ. Nimreh, араб. نمرة) — поселення в Сирії, що складає невеличку друзьку общину в нохії Аль-Карайя, яка входить до складу мінтаки Сальхад в південній сирійській мухафазі Ас-Сувейда.